# 糖漬

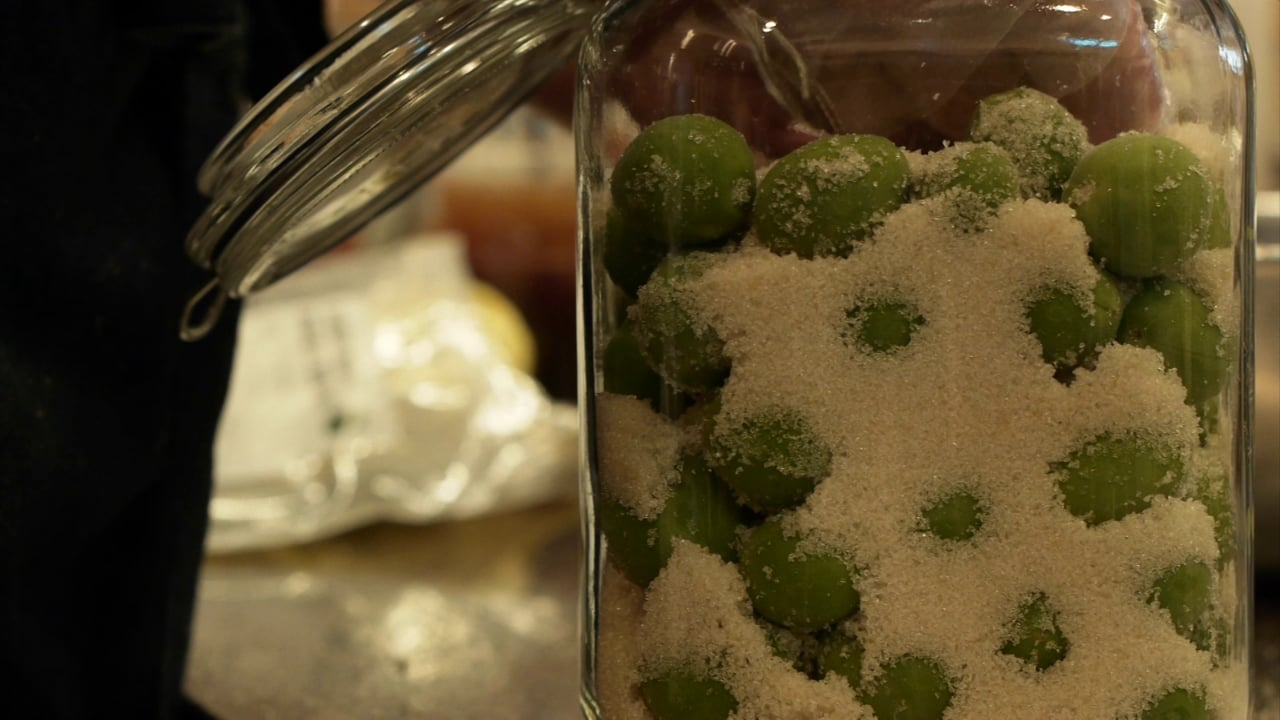
進行糖漬的過程

糖漬（英語：Sugaring），是一種食物保存法，常用於蔬果加工。作用原理是將食物加入大量的糖分，使食物呈現脫水狀態，進而抑制微生物的生長，以達到食物長期保存的目的。

## 使用範例
- 蜜饯

## 外部連結
- "糖漬" - 搜索 Google 圖書
- "Sugaring" - 搜索 Google 圖書